# Resolució 1928 del Consell de Seguretat de les Nacions Unides
La Resolució 1928 del Consell de Seguretat de les Nacions Unides fou adoptada per unanimitat el 7 de juny de 2010. Després de recordar les resolucions 825 (1993), 1540 (2004), 1695 (2006), 1718 (2006), 1874 (2009) i 1887 (2009) sobre els temes de Corea del Nord i les armes nuclears, el Consell va ampliar el mandat d'un panel d'experts que vigilava les sancions contra el país fins al 12 de juny de 2011.
El Consell de Seguretat va determinar que la proliferació i el lliurament d'armes nuclears químiques i biològiques constituïa una amenaça per a la pau i la seguretat internacionals. Actuant sota el Capítol VII de la Carta de les Nacions Unides, el Consell va ampliar el mandat del panel d'experts establert en la Resolució 1874 per supervisar el nou règim de sancions contra Corea del Nord, imposades després d'una prova nuclear subterrània que es va dur a terme el maig de 2009. Es va demanar al panell que proporcionés un informe abans del 12 de novembre de 2010 i un segon informe 30 dies abans de la finalització del seu mandat actual amb els seus resultats i recomanacions.
Finalment, es va instar a tots els estats, organismes de les Nacions Unides i altres països a cooperar plenament amb el Comitè del Consell de Seguretat establert en la Resolució 1718 i el panel d'experts.